# Башкирці
Башки́рці (рос. Башкирцы, ерз. Башкирцы) — село у складі Теньгушевського району Мордовії, Росія. Входить до складу Теньгушевського сільського поселення.
Населення — 175 осіб (2010; 189 у 2002).
Національний склад (станом на 2002 рік):
- росіяни — 94 %